# Група епідоту
Епідоти — це група мінералів-соросилікатів, поширених у вивержених і метаморфічних породах.

## Представники групи епідоту
- Кліноцоїзит, (CaCa)(AlAlAl)O[Si2O7][SiO4](OH)
- Епідот, (CaCa)(AlAlFe3+)O[Si2O7][SiO4](OH)
- Епідот-(Sr), (CaSr)(AlAlFe3+)O[Si2O7][SiO4](OH)
- Хенкокіт, (CaPb)(AlAlFe3+)O[Si2O7][SiO4](OH)
- Хефлікіт, (CaCa)(AlAlSc)O[Si2O7][SiO4](OH)
- Мухініт, (CaCa)(AlAlV3+)O[Si2O7][SiO4](OH)
- Ніїґатаїт, (CaSr)(AlAlAl)O[Si2O7][SiO4](OH)
- П'ємонтит, (CaCa)(AlAlMn3+)O[Si2O7][SiO4](OH)
- П'ємонтит-(Pb), (CaPb)(AlAlMn3+)O[Si2O7][SiO4](OH)
- П'ємонтит-(Sr), (CaSr)(AlAlMn3+)O[Si2O7][SiO4](OH)
- Тведдилліт, (CaSr)(Mn3+AlMn3+)O[Si2O7][SiO4](OH)